# سعد الشرايبي
سعد الشرايبي مخرج وكاتب سيناريو مغربي من مواليد 27 يوليو 1952 بمدينة فاس.
من أهم أفلامه نساء... ونساء و جوهرة بنت الحبس.

## أعماله
- 1991: أيام من حياة عادية
- 1998: نساء... ونساء
- 2003: عطش
- 2004: جوهرة بنت الحبس
- 2005: طلب عمل
- 2007: تمزق
- 2008: الإسلام يا سلام
- 2011: نساء في المرايا
- 2019 الميمات الثلاث،قصة ناقصة[3]

## روابط خارجية
- سعد الشرايبي على موقع IMDb (الإنجليزية)
- سعد الشرايبي على موقع ألو سيني (الفرنسية)
- سعد الشرايبي على موقع أول موفي (الإنجليزية)
- سعد الشرايبي على موقع قاعدة بيانات الفيلم (الإنجليزية)
- سعد الشرايبي على موقع كينوبويسك (الروسية)